# Intérieur au phonographe
Intérieur au phonographe est un tableau réalisé par le peintre français Henri Matisse en 1924. Cette huile sur toile représente un intérieur décoré  dans lequel on remarque un phonographe au-delà d'une table où sont posés des fruits et un vase de fleurs, la pièce disposant en outre d'une fenêtre sur la ville. La composition compliquée de l'œuvre comprend aussi un miroir lointain dans lequel l'artiste s'est figuré lui-même, ce qui en fait un autoportrait en miniature. Conservée à la pinacothèque Agnelli de Turin, en Italie, elle a pour pendant Intérieur, fleurs et perruches, au musée d'Art de Baltimore, à Baltimore, aux États-Unis.